# جرستین اندرسن
جرستین اندرسن (انگلیسی: Kjerstin Andersen؛ زادهٔ ۲۳ نوامبر ۱۹۵۸) بازیکن هندبال اهل نروژ است.